# Paul Bertrand (architecte)
Pour les articles homonymes, voir Bertrand et Paul Bertrand.
Paul Bertrand, né le 30 juillet 1870, à Rouen en Seine-Inférieure et mort à Nesle (Somme) le 1er décembre 1945, est un architecte et sculpteur français de Rouen.

## Biographie

### Enfance
Paul Félix Bertrand, est né le 30 juillet 1870, à Rouen en Seine-Inférieure, du mariage de Paul Alexandre Bertrand, sculpteur, et de Stéphanie Héloïse Arsène Goupil.
Lors de son service militaire, en 1890, il a pour profession, sculpteur.

### Vie de famille
Paul Bertrand épouse en premières noces, le 13 novembre 1894 à Rouen, Marie Alexandrine Nicolle, dont il divorce le 16 janvier 1907 à Montreuil, et en secondes noces, Marianne Jeanne Suzanne Farcy (1890-1977), le 26 avril 1910 à Herly,.
Il est membre de l'Association fraternelle des sourds-muets de Normandie.
En 1903, il est domicilié rue Maurice-Havet à Rouen.
En 1911, il demeure, avec son épouse et ses trois filles, Suzanne, Madeleine et Marguerite, dans le quartier Quentovic à Paris-Plage,.
En 1936, à 66 ans, il est recensé au 48, place d'Armes à Nesle dans la Somme, comme marchand de meubles, avec sa seconde épouse et leurs deux filles jumelles, Odette et Paulette, nées en 1922,.

## Réalisations architecturales
- Aude
  - à Carcassonne : « monument aux morts de la guerre de 1870-1871 », en collaboration avec M. Vidal, architecte, 1910, 1914[Mé 1]
  - Monument de Françoise de Cezelli à Leucate en 1899[Mé 2]
- Doubs
  - à Besançon : jardin public dit « promenade Chamars », fin du XIXe siècle et début du XXe siècle[Mé 3]
  - à Moncley : plan de l'étage du château de Moncley[Mé 4], plan du château de Moncley[Mé 5], maquette du château de Moncley[Mé 6]
- Haute-Saône
  - à Gray : fontaine, lavoir dite « fontaine Saint-Laurent »[Mé 7]
- Meurthe-et-Moselle
  - à Lunéville : usine de matériel ferroviaire Dietrich (usine de wagons) , usine de construction automobile (usine de camions), fin du XIXe siècle et début du XXe siècle, en collaboration avec Émile André et Paul Charbonnier, architectes[Mé 8].
- Pas-de-Calais
  - au Touquet-Paris-Plage
    - îlot dit le Village Suisse en 1906, à Paris-Plage[Mé 9] dont en 1906:
      - maison dite villa d'Airain pour résister[Mé 10].
      - maison dite villa Bien faire et laisser dire[Mé 11].

## Galerie

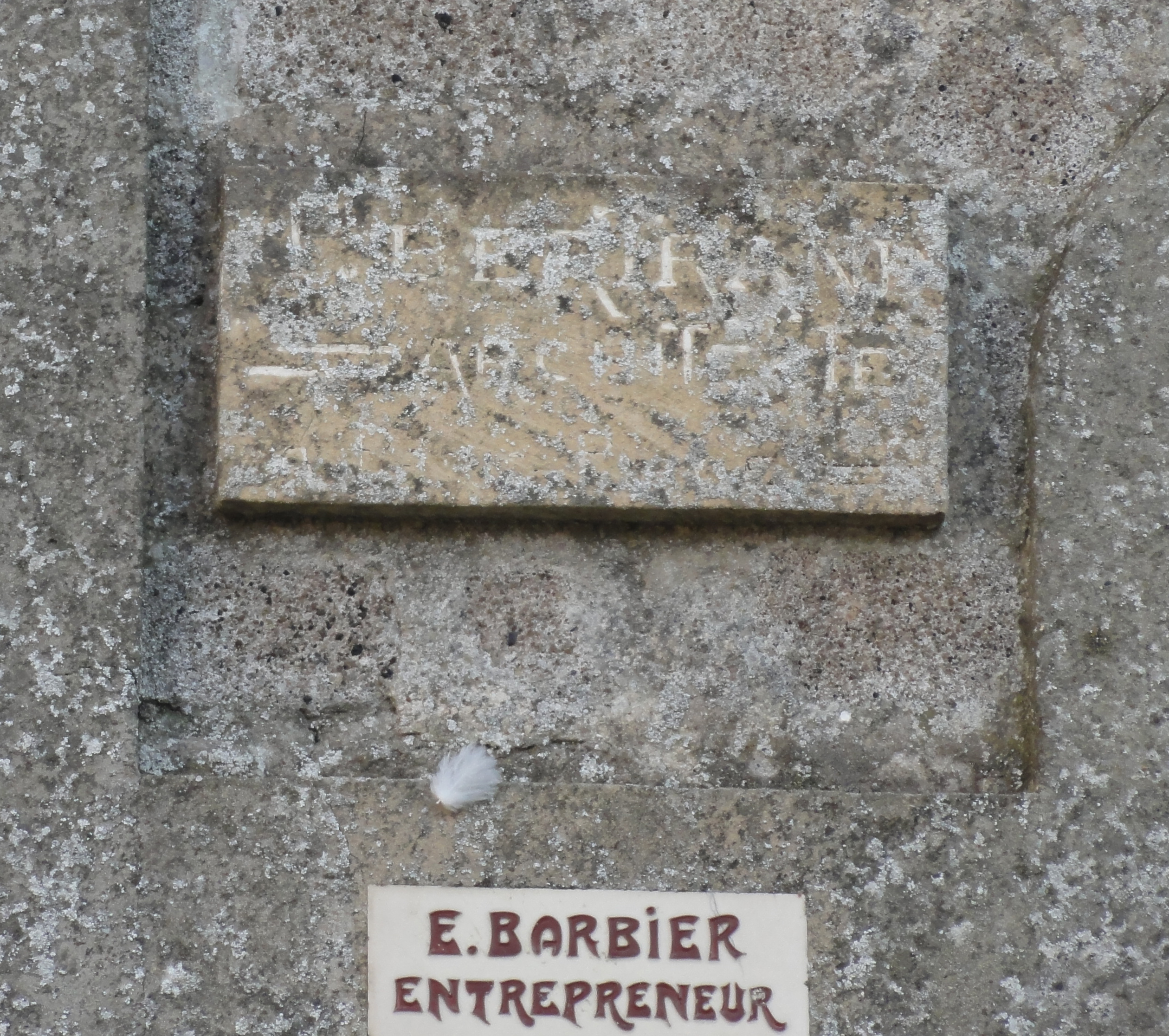
Plaque de Paul Bertrand apposée sur une villa au Touquet-Paris-Plage.
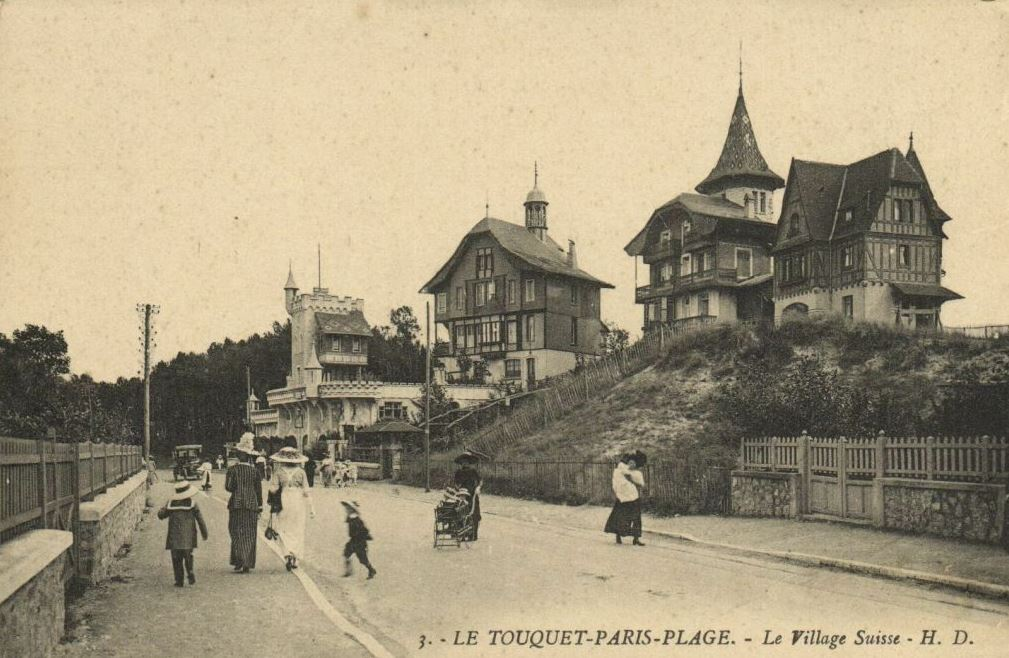
Le Village Suisse vu de l'avenue Saint-Jean.
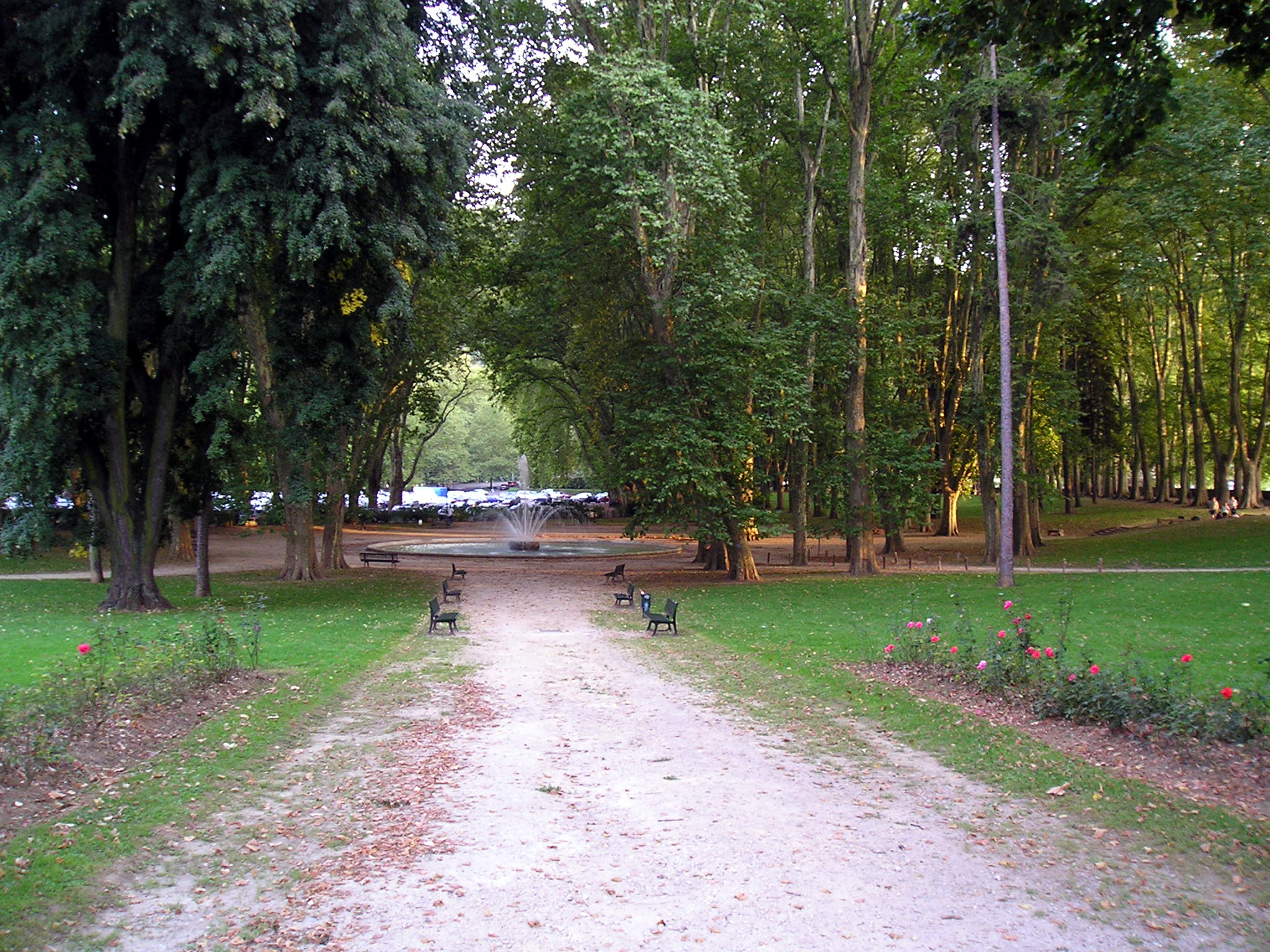
Promenade Chamars à Besançon.

## Pour approfondir

### Base Mérimée du ministère de la Culture
1. ↑  « Monument aux morts de la guerre de 1870-1871 », notice no IM11000015, sur la plateforme ouverte du patrimoine, base Palissy, ministère français de la Culture.
2. ↑  « Monument de Françoise de Cezelly », notice no IM11000120, sur la plateforme ouverte du patrimoine, base Palissy, ministère français de la Culture.
3. ↑  « Jardin public dit promenade Chamars », notice no IA25000328, sur la plateforme ouverte du patrimoine, base Mérimée, ministère français de la Culture.
4. ↑  « château de Moncley », notice no PM25001025, sur la plateforme ouverte du patrimoine, base Palissy, ministère français de la Culture.
5. ↑  « Plan du château de Moncley », notice no PM25001024, sur la plateforme ouverte du patrimoine, base Palissy, ministère français de la Culture.
6. ↑  « Maquette du Château de Moncley », notice no PM25001038, sur la plateforme ouverte du patrimoine, base Palissy, ministère français de la Culture.
7. ↑  « Fontaine, lavoir dite fontaine Saint-Laurent », notice no IA00076905, sur la plateforme ouverte du patrimoine, base Mérimée, ministère français de la Culture.
8. ↑  « Usine de matériel ferroviaire Dietrich », notice no IA00132502, sur la plateforme ouverte du patrimoine, base Mérimée, ministère français de la Culture.
9. ↑  « le Village Suisse », notice no IA62000180, sur la plateforme ouverte du patrimoine, base Mérimée, ministère français de la Culture.
10. ↑  « Villa d'Airain pour résister », notice no IA62000182.
11. ↑  « Villa Bien faire et laisser dire », notice no IA62000181.

### Autres sources
1. ↑  Au no 20 rue de Darnétal.
2. ↑  Archives départementales de la Somme Table des successions et absences du bureau de Nesle, cote 3Q25/55, vue 19 / 302, no 14
3. ↑  « Fiche militaire matricule no 171 », sur AD Seine-Maritime (consulté le 16 janvier 2020).
4. ↑  « Relevé collaboratif, mariage à Rouen (1883-1902) », sur Geneanet (consulté le 16 janvier 2020).
5. ↑  
« Acte de mariage Bertrand et Nicolle no 736 », sur AD Seine-Maritime (consulté le 6 décembre 2019), p. 189 et 190.
6. ↑  
« acte de naissance de Paul Félix Bertrand n°1392 », sur AD Seine-Maritime (consulté le 6 décembre 2019), p. 59/98.
7. ↑  « Chronique locale », Journal de Rouen, 26 novembre 1895, p. 2.
8. ↑  Listes électorales de Rouen, 1903.
9. ↑  
« recensement Cucq secteur Paris-Plage 1911 », sur AD Pas-de-Calais (consulté le 6 août 2020), p. 38.
10. ↑  
« recensement Cucq secteur Paris-Plage 1911 », sur AD Pas-de-Calais (consulté le 6 août 2020), p. 39.
11. ↑  Archives départementales de la Somme Recensement de Nesle de 1936, vue 4 / 40.
12. ↑  Archives de Paris Voir aussi l'acte de mariage de sa fille Madeleine Pauline Bertrand mariée avec Maurice Aubry au 14e arrondissement de Paris le 04/11/1933, acte no 1581, vue 3 / 29.